# Lepeophtheirus paulus
Lepeophtheirus paulus är en kräftdjursart som beskrevs av R. Cressey 1969. Lepeophtheirus paulus ingår i släktet Lepeophtheirus och familjen Caligidae. Inga underarter finns listade i Catalogue of Life.